# Wiktor Smolski
Wiktor Smolski (ur. 1 lutego 1969 w Mińsku) – białoruski kompozytor i gitarzysta. W wieku sześciu lat uczył się już gry na fortepianie i wiolonczeli (pochodzi z rodziny o tradycjach muzycznych – jego ojciec Dymitr Smolski jest cenionym kompozytorem muzyki poważnej). W wieku 14 lat zaczyna karierę w białoruskiej grupie rockowej „Pesniary”. W 1988 zakłada grupę „Inspector”, z którą po sukcesach w kraju udaje się w trasę po Niemczech. W roku 1993 podejmuje decyzję o zamieszkaniu na stałe w Niemczech.
W 1999 roku dołączył do grupy Rage, z którą zakończył współpracę w 2015. W tym samym roku zadebiutował nowy zespół Smolskiego – Almanac.

## Dyskografia

### Solo
- Destiny (1996)
- The Heretic (2000)
- Majesty & Passion (2004)

### zRage
- Ghosts (1999)
- Welcome to the other side (2001)
- Unity (2002)
- Soundchaser (2003)
- From The Cradle To The Stage – DVD (2004)
- Speak Of The Dead (2006)
- Full Moon in St.Petersburg – DVD (2007)
- Carved In Stone (2008)
- Rage & Lingua Mortis Orchestra - Live at Wacken (2008)
- Never Give Up (2009)

### zKipiełow
- Реки Времён (2005)
- Live in Moskau (2006)

### zMind Odyssey
- Nailed to the Shade (1998)
- Signs (1999)
- Time to Change It (2009)

z Almanac
- Tsar (2016)
- Kingslayer (2017)